# Ann Beattie
Ann Beattie, née le 8 septembre 1947 à Washington, est une romancière et nouvelliste américaine.

## Œuvres

### Romans
- (en) Chilly Scenes of Winter, 1976
- (en) Falling In Place, 1981
- (en) Love Always, 1986
- (en) Picturing Will, 1989
- (en) Another You, 1995
- (en) My Life, Starring Dara Falcon, 1997
- (en) The Doctor's House, 2002
- Promenades avec les hommes, Christian Bourgois éditeur, 2012 ((en) Walks With Men: Fiction, 2010)
- (en) Mrs. Nixon: A Novelist Imagines A Life, 2011
- (en) A Wonderful Stroke of Luck, 2019

### Recueils de nouvelles
- (en) Distortions, 1976
- (en) Secrets and Surprises, 1978
- La Maison qui brûle, Arléa, 1990 ((en) The Burning House, 1982)
- (en) What Was Mine, 1991
- (en) Where You’ll Find Me and Other Stories, 1986
- (en) Park City, 1998
- (en) Perfect Recall, 2000
- (en) Follies: New Stories, 2005
- Nouvelles du New Yorker, Christian Bourgois, 2013 ((en) The New Yorker Stories, 2011)
- L’État où nous sommes. Nouvelles du Maine, Christian Bourgois, 2016 ((en) The State We’re In: Maine Stories, 2015), 378 p.  (ISBN 978-2-26703-225-3)
- (en) The Accomplished Guest: Stories, 2017